# Phong An
Phong An là một phường thuộc thị xã Phong Điền, thành phố Huế, Việt Nam.

## Địa lý
Phường Phong An có vị trí địa lý:
- Phía đông giáp thị xã Hương Trà
- Phía tây giáp phường Phong Thu và xã Phong Xuân
- Phía nam giáp xã Phong Sơn
- Phía bắc giáp phường Phong Hiền.

Phường Phong An có diện tích 32,38 km², dân số năm 2023 là 13.924 người, mật độ dân số đạt 430 người/km².

## Hành chính
Phường Phong An được chia thành 8 tổ dân phố: Bồ Điền, Đông An, Đông Lâm, Phò Ninh, Phường Hóp, Thượng An 1, Thượng An 2, Vĩnh Hương.

## Lịch sử
Ngày 20 tháng 4 năm 1956, Thủ hiến Trung Việt ban hành Nghị định số 711-NĐ/PC về việc xã Phong An gồm các làng: Hiền Sĩ, Thượng An, Phò Ninh, Bồ Điền, Đồng Dã (5 làng này nguyên thuộc tổng Phò Ninh), Đông Lâm (nguyên thuộc tổng Hiền Lương), Đông Lâm Hạ (được tách ra từ Đông Lâm, thuộc tổng Phước Yên).
Ngày 22 tháng 11 năm 1995, Chính phủ ban hành Nghị định số 80-CP về việc thành lập thị trấn Phong Điền trên cơ sở thôn Tân Lập của xã Phong An.
Ngày 11 tháng 12 năm 2015, HĐND tỉnh Thừa Thiên Huế ban hành Nghị quyết số 09/NQ-HĐND về việc thành lập thôn Thượng An 1 và thôn Thượng An 2 trên cơ sở toàn bộ thôn Thượng An.
Ngày 30 tháng 11 năm 2024:
- Quốc hội ban hành Nghị quyết số 175/2024/QH15[7] về việc thành lập thành phố Huế trực thuộc trung ương trên cơ sở toàn bộ diện tích và dân số tỉnh Thừa Thiên Huế.
- Ủy ban Thường vụ Quốc hội ban hành Nghị quyết số 1314/NQ-UBTVQH15[1] về việc sắp xếp đơn vị hành chính cấp huyện, cấp xã của thành phố Huế giai đoạn 2023 – 2025 (nghị quyết có hiệu lực từ ngày 1 tháng 1 năm 2025). Theo đó, thành lập phường Phong An thuộc thị xã Phong Điền trên cơ sở toàn bộ 32,38 km² diện tích tự nhiên và quy mô dân số là 13.924 người của xã Phong An.

Ngày 14 tháng 1 năm 2025, UBND TP. Huế ban hành Quyết định số 94/QĐ-UBND về việc:
- Chuyển thôn Bồ Điền thành tổ dân phố Bồ Điền.
- Chuyển thôn Đông An thành tổ dân phố Đông An.
- Chuyển thôn Đông Lâm thành tổ dân phố Đông Lâm.
- Chuyển thôn Phò Ninh thành tổ dân phố Phò Ninh.
- Chuyển thôn Phường Hóp thành tổ dân phố Phường Hóp.
- Chuyển thôn Thượng An 1 thành tổ dân phố Thượng An 1.
- Chuyển thôn Thượng An 2 thành tổ dân phố Thượng An 2.
- Chuyển thôn Vĩnh Hương thành tổ dân phố Vĩnh Hương.